# Szobonya Mihály
Szobonya Mihály (Nemesoroszi, 1855 – Budapest, Józsefváros, 1898. december 7.) festőművész, aki leginkább magyar tárgyú életképeket és portrékat festett.

## Élete, munkássága
Atyja Szobonya János uradalmi ispán volt, anyja Grémann Borbála. Korán árvaságra jutott. Képzőművészeti pályafutását a mintarajziskolában kezdte, ahol Székely Bertalan tanítványa volt 1875 és 1881 között. 1882. október 21-én nyert felvételt a müncheni festőakadémiára, a gyakorlati festőosztályra, ahol Wagner Sándor és Otto Seitz tanárok vezetése mellett képezte magát. Szerény anyagi háttérrel rendelkezett, ezért pénzügyileg báró Majthényi Lászlóné támogatására szorult. Első kiállítására még müncheni évei alatt került sor, 1882. november 21-én megnyílt műcsarnoki tárlaton, ahol a Női tanulmány fej című alkotásával képviseltette magát.
1883. februárjában nyílt meg Kolozsváron egy tárlat, melyen bemutatták Olasz zenész című képét, ugyanazon év novemberében nyílt meg a Műcsarnok kiállítása, ahol Szobonya ezúttal a már Kolozsváron is bemutatott Kovács családja című festményével szerepelt. A kiállítást Ferenc József is megtekintette és három másik kép (Mészöly Géza: Balaton), Tölgyessy Arthur: Pásztortűz, Eisenhut Ferencz: Gyógyítás a Korán által) mellett Szobonyáét is megvásárolta. Az 1884-es évben a Képzőművészeti társulat őszi kiállításán mutatták be Beiratás című képét, melyet kiválasztottak a legjobb három közé és Munkácsy-díjra jelölték, végül a Nadányiné-féle alapítvány 250 forintos pályadíját nyerte el. Szintén 1884-ben történt, hogy a müncheni akadémia legjobbjainak kiállításán dicsérő oklevelet kapott.
Az elkövetkezendő években a Műcsarnok, majd az 1894-ben megnyílt Képzőművészeti Szalon tárlatain is képviseltette magát. Utolsó munkája Széchényi és Kossuth arcképe volt, amit 1898 októberében lepleztek le a gyulai vármegyei közgyűlés termében. Legutolsó megrendelése Erzsébet királyné arcképe volt, melyet Mármarosmegye számára kellett volna megfestenie. Ennek a képnek azonban csak a vázlatát készíthette el. Mindössze 42 éves volt mikor gégebaj ragadta el, özvegyet, Visota Emília és egy kétéves Mihály nevű fiút hagyva maga után. A család megsegítéséért sokan tettek. Két nappal halála után fiát Szécskay István fővárosi polgári iskolai tanár fogadta örökbe. A Magyar Képzőművészeti Társulat igazgatóságától 200, Wlassics Gyula közoktatásügyi minisztertől pedig 300 forintot segélyt kapott az apa nélkül maradt család. Roskovics Ignác felajánlotta, hogy Szobonya két félig kész festményét befejezi. 1899 januárjában Szobonya hagyatékából, barátai kiállítást rendeztek, Kerepes út 49. szám alatti házában. Az ötven-hatvan darab kisebb kép és vázlat mellett kiállításra került Kossuth Lajos, Széchenyi István és Vay Miklós országbíró arcképe is. Az eladott képek árát szintén a család kapta.

## Képgaléria
Nevezetesebb képei még a Terefere, a Vásárfia, Forrásnál (1890), Juhász (Pásztor címen is, 1896), Kenyérsütés, Pereces, amely Schlauch Lőrinc bibornok tulajdona volt. Jókai Mór arcképét is megfestette 1894-ben, mely most a Petőfi Irodalmi Múzeum gyűjteményében található. Emellett illusztrációkat is készített, többek között Baksay Sándor: Egy fedél alatt két otthon című elbeszéléséhez.

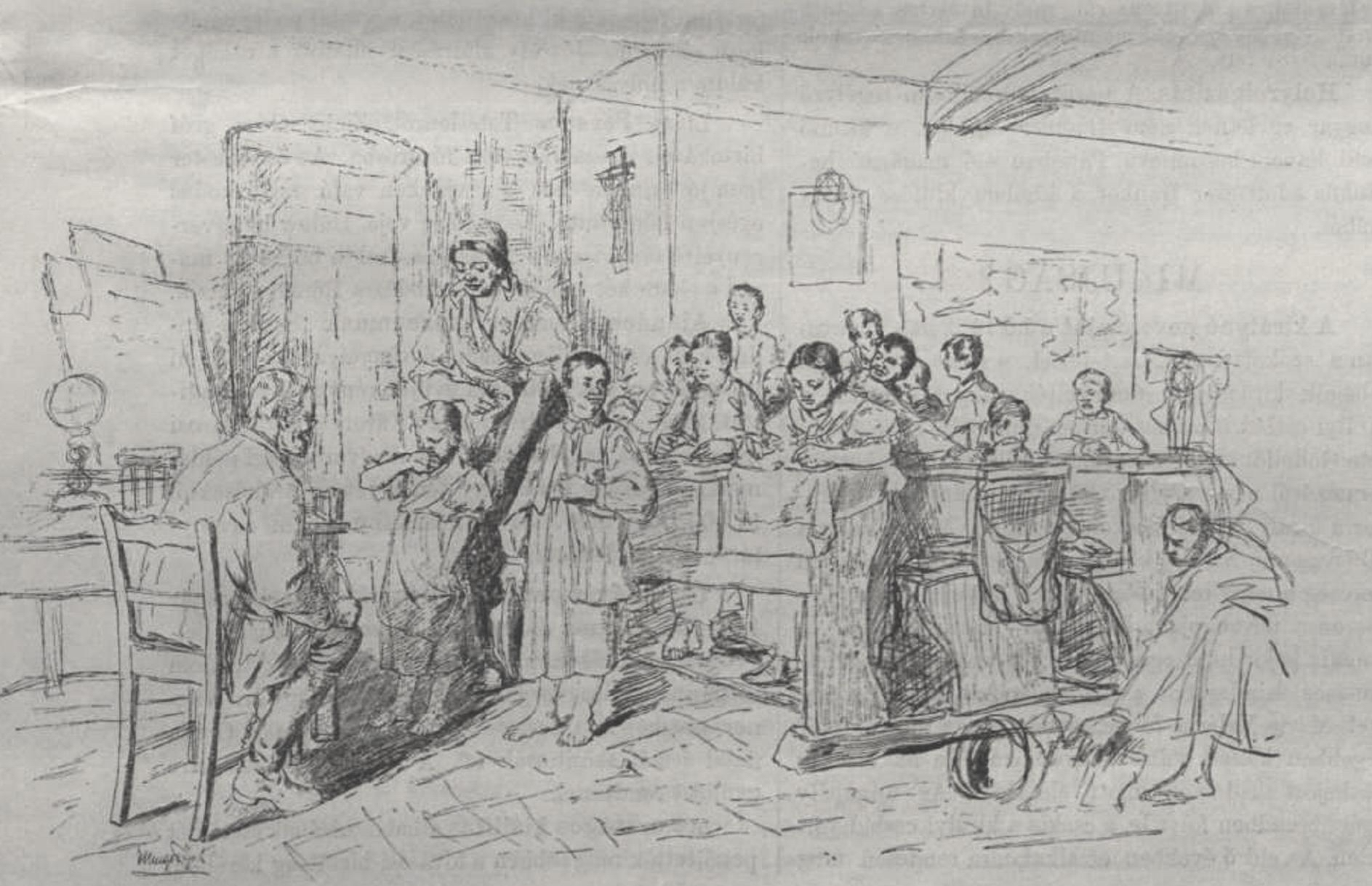
A Beiratás című kép vázlata
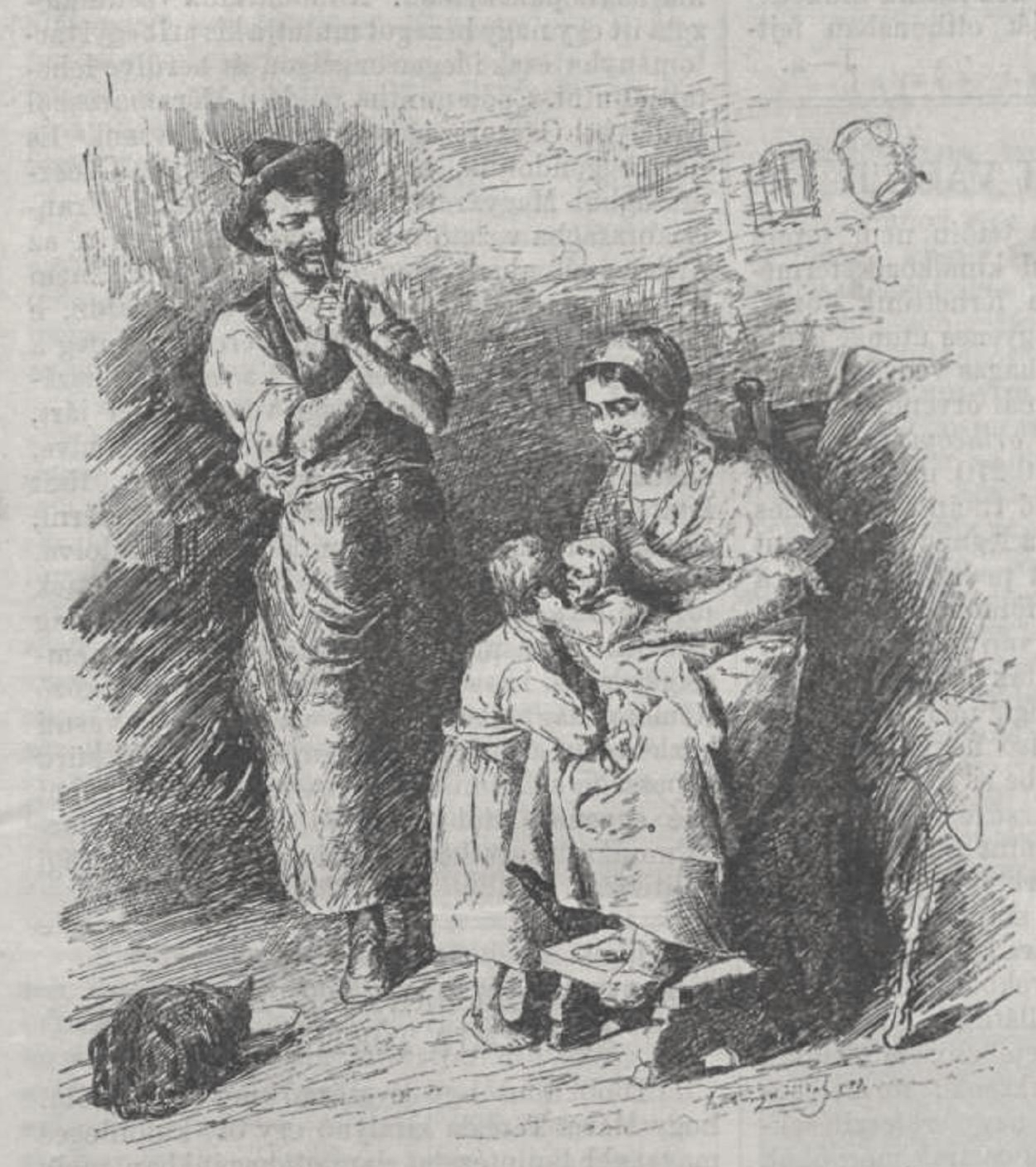
A kovács családja című kép vázlata
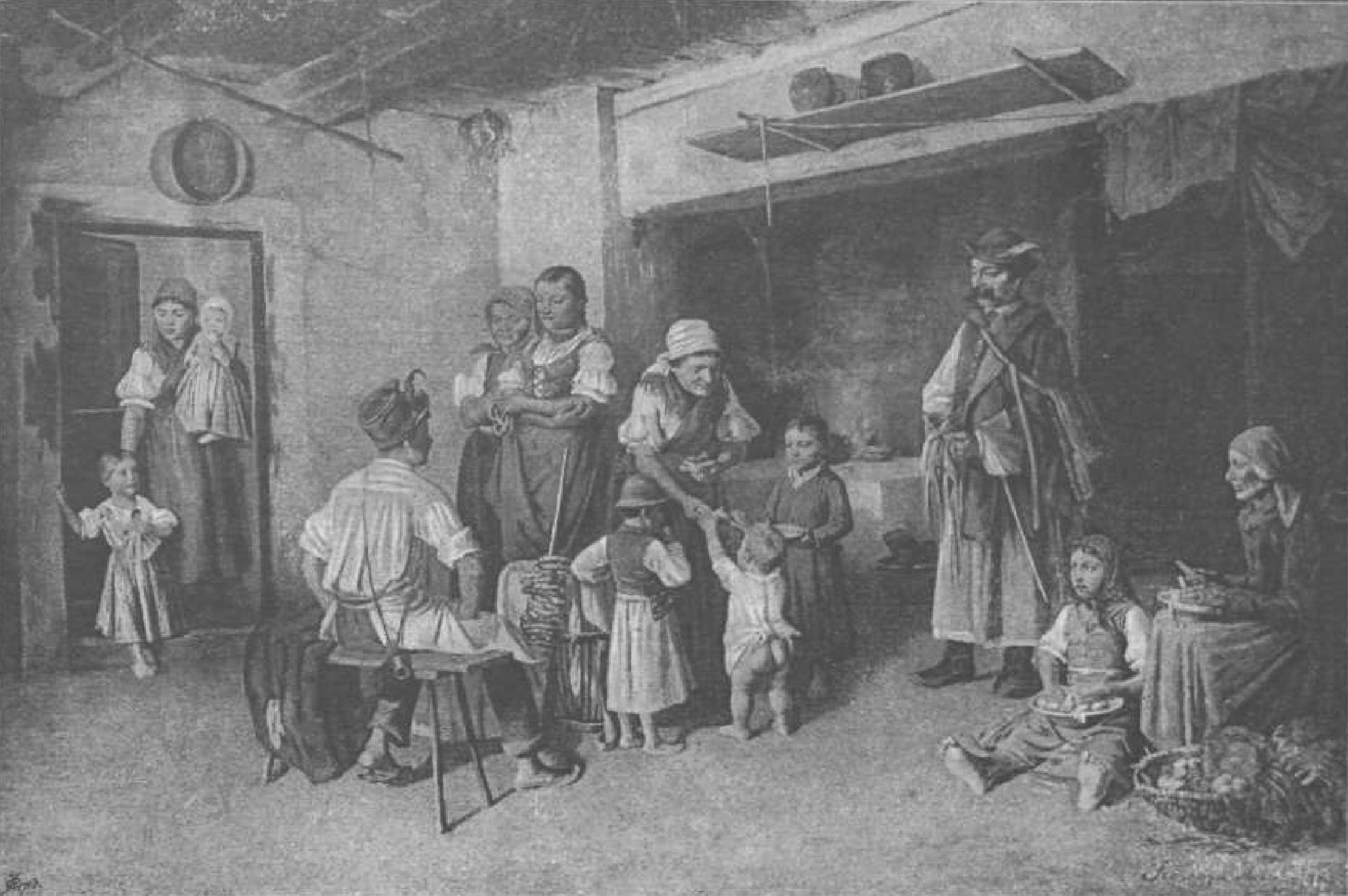
A Vásárfia című festmény
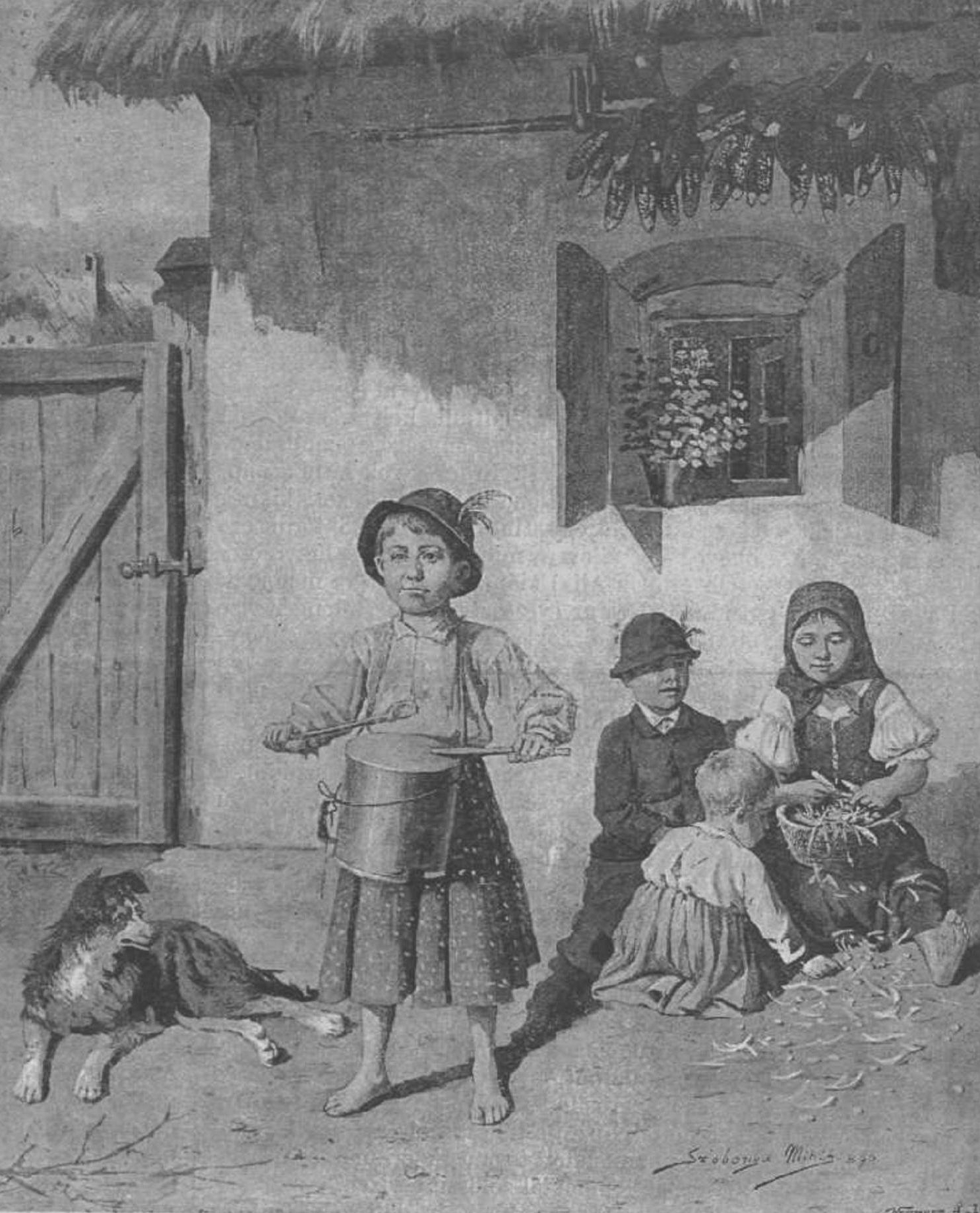
A kis dobos
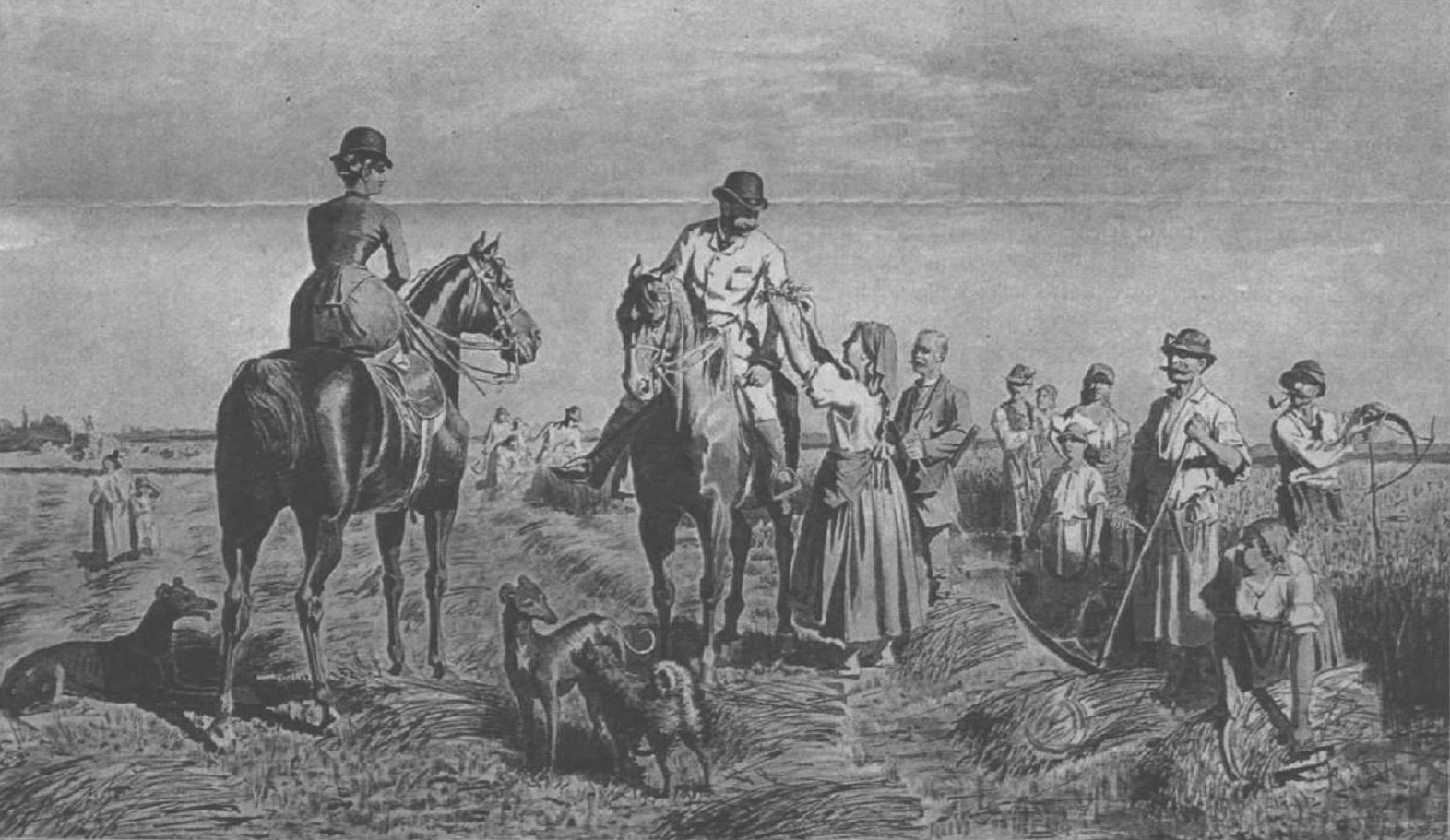
Aratóban
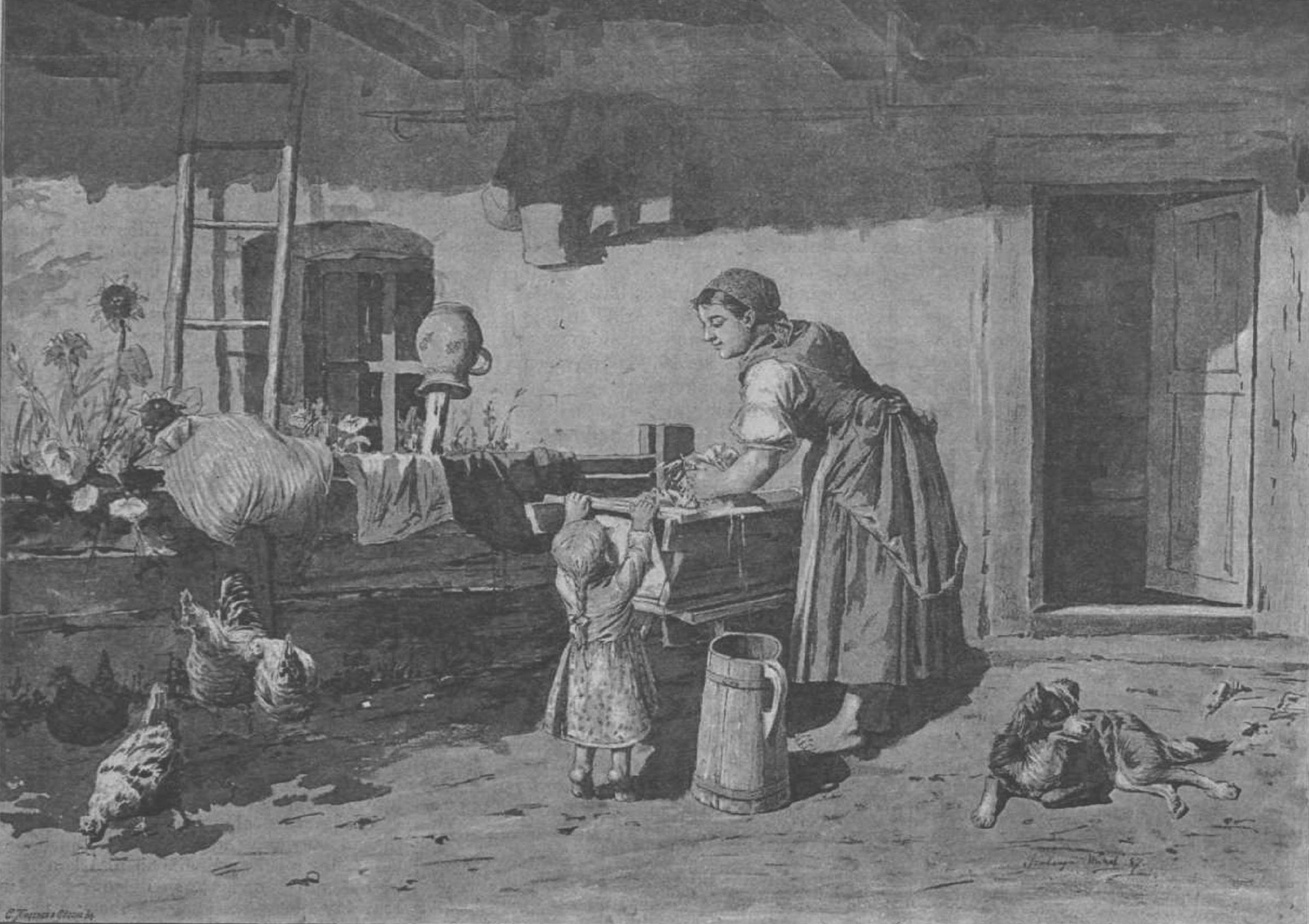
A mosás
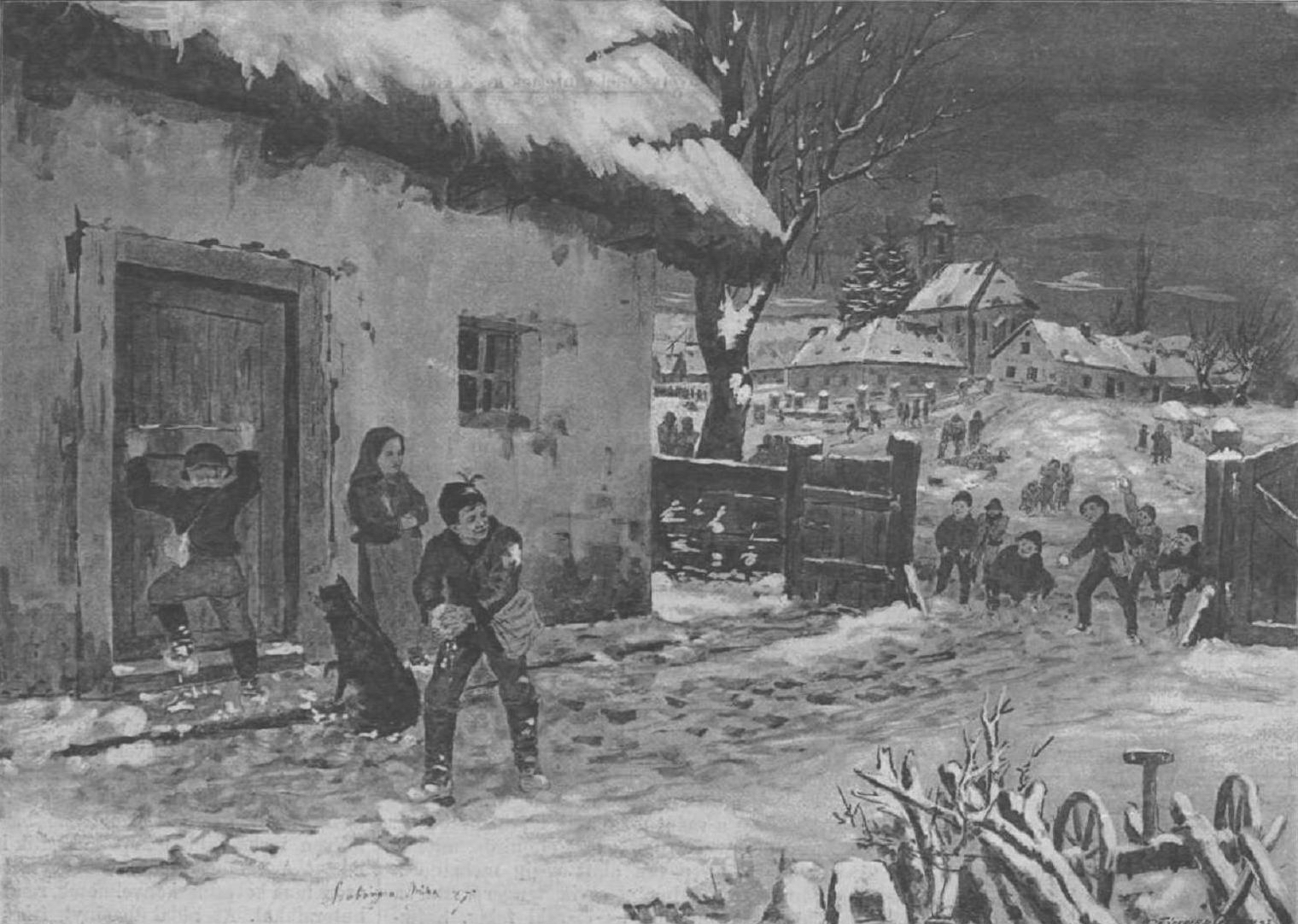
Lövöldözés hólabdákkal
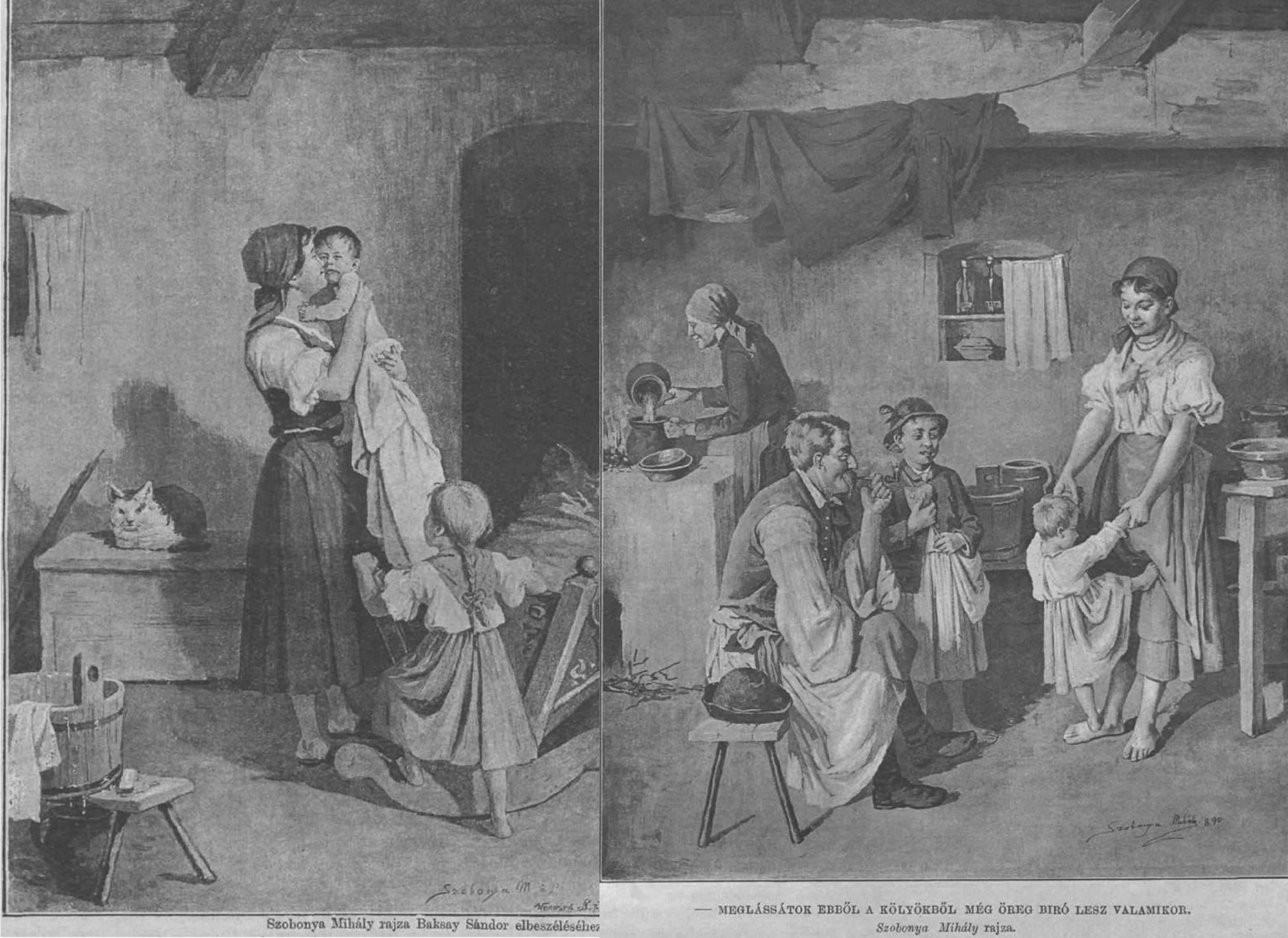
Baksay Sándor: Egy fedél alatt két otthon elbeszéléséhez készített rajzok
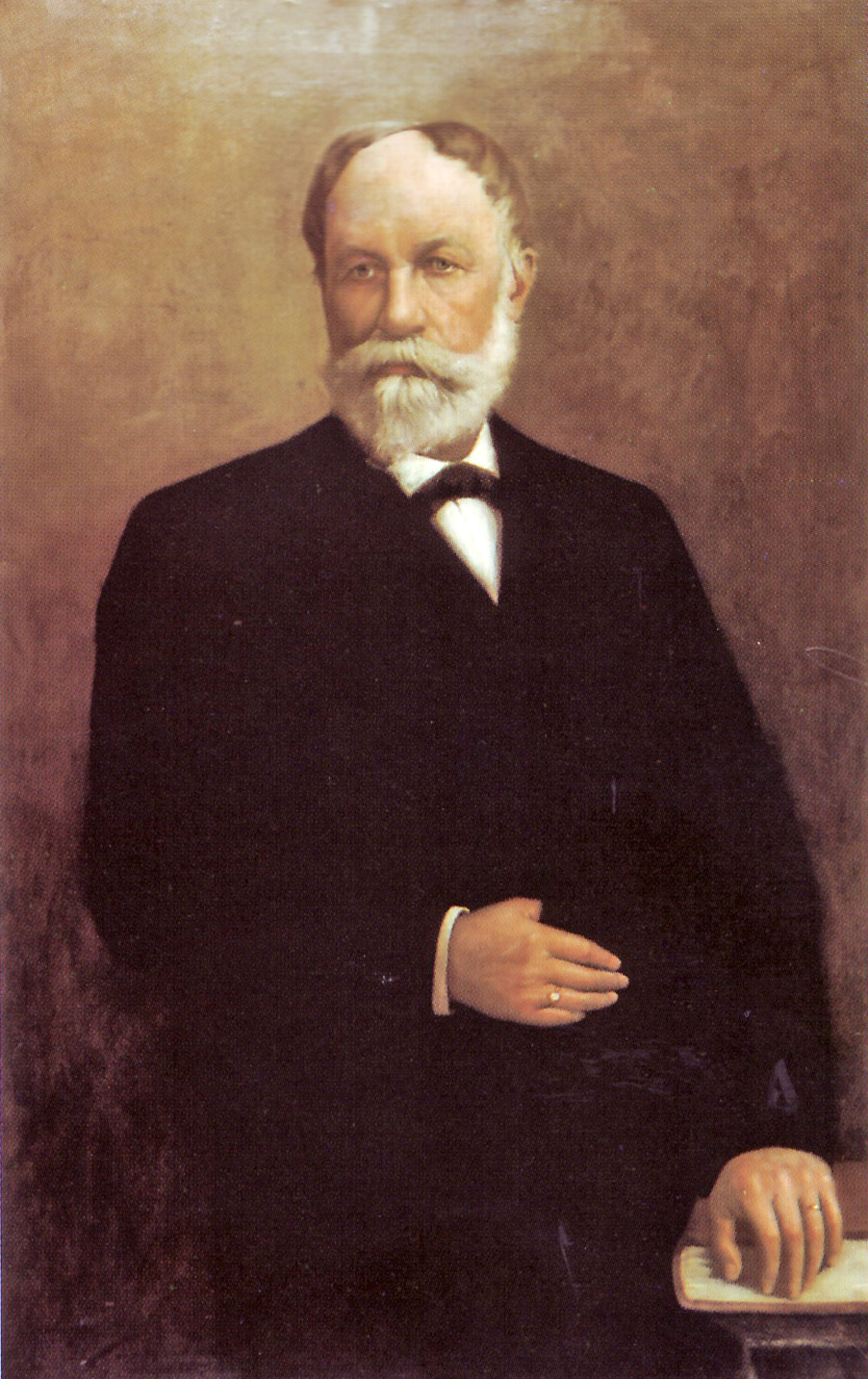
Jókai Mór
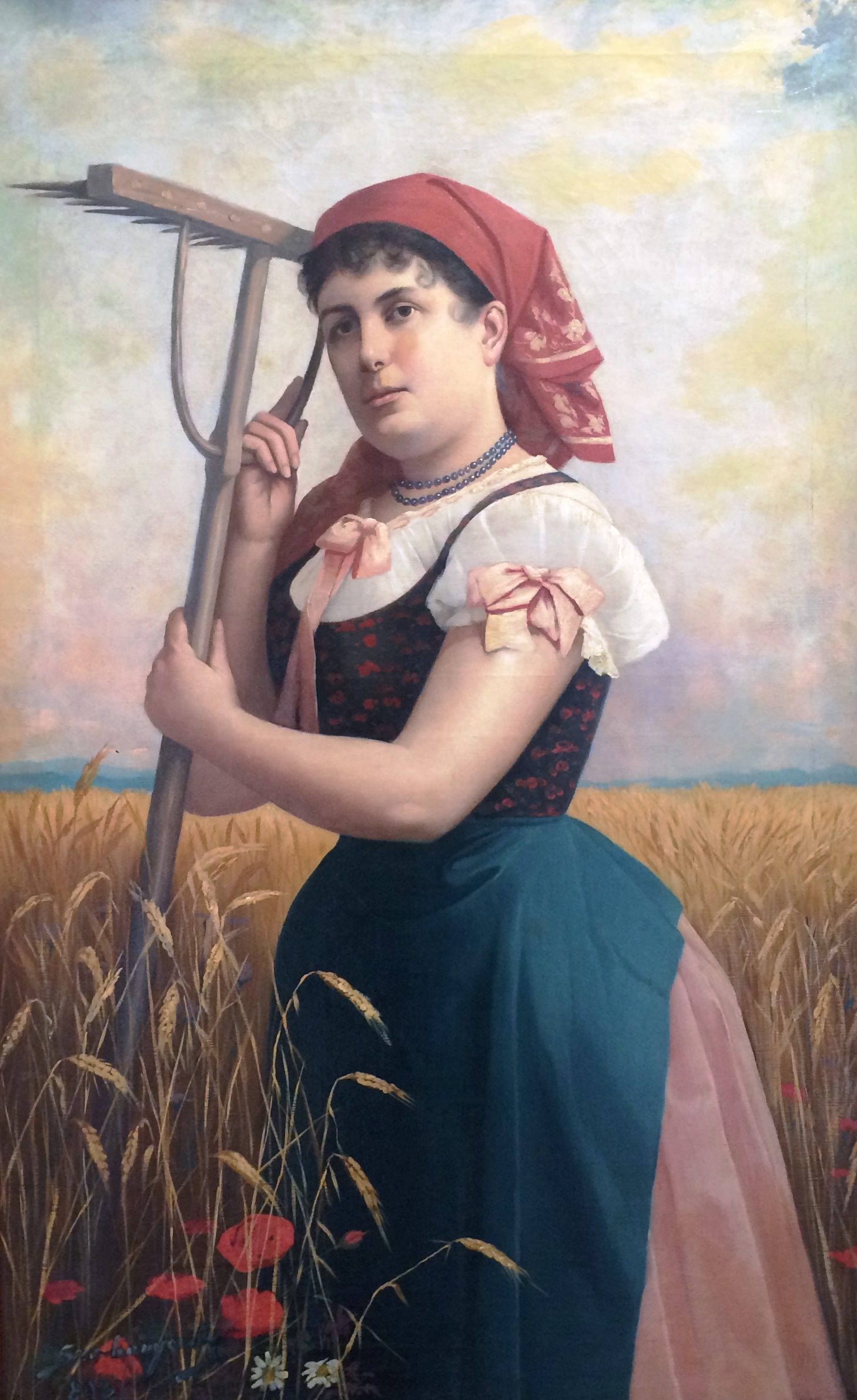
Blaha Lujza